# 库斯
库斯是德国梅克伦堡-前波莫瑞州的一个市镇。总面积13.73平方公里，总人口341人，其中男性178人，女性163人（2011年12月31日），人口密度25人/平方公里。